# Compagnie de coordination de police intermondiale
Pour les articles homonymes, voir CCPI.
La Compagnie de coordination de police intermondiale (ou CCPI) est une société créée par l'écrivain de science-fiction Jack Vance, présente entre autres dans La Geste des Princes-Démons et Les Chroniques de Cadwal.

## Création et buts de la Compagnie de coordination de police intermondiale
Dans l'univers de La Geste des Princes-Démons, la CCPI est un organisme privé de type police militaire. En théorie, elle est censée offrir son aide aux polices locales de l'Œcumène en tant qu'office de consultations, de centre d'informations complet et de laboratoires de criminologie éventuellement. En réalité, la CCPI se comporte comme un organisme supra-gouvernemental qui se substitue parfois à la loi même. Les actions boursières de la Compagnie sont très disséminées et très recherchées malgré la minceur de leurs intérêts.
Lors de sa création, la CCPI avait pour but d'exercer la justice partout dans l'aire Gaïanne là où les services locaux de police échouent habituellement.
Financée par des organismes privés désireux de faire reculer la criminalité, elle comporte parmi ses membres de nombreux jeunes policiers expérimentés et désireux de rendre justice ou de vivre des aventures. La CCPI garde confidentielle le nombre de ses agents et le taux de mortalité en mission, dont on soupçonne que le premier chiffre est relativement bas et le second élevé.
Au début peu efficace, au fil du temps, la CCPI devient de plus en plus importante, notamment à l'époque du Cycle de Cadwal, jusqu'à se répandre sur tous les mondes et à gagner considérablement en respect, en efficacité et en influence et devenir la principale force policière de la galaxie.

## Ennemis et membres célèbres
Les agents de la CCPI qui sont aussi bien des hommes et des femmes sont surnommées vulgairement les « fouines » et sont les victimes de l'organisation criminelle de la « brigade de défouinage » qui est la seule organisation réellement élaborée et coordonnée entre tous les mondes de l'Au-delà et chargée de traquer et d'éliminer les agents de la CCPI. On peut supposer d'après un message de Kokor Hekkus que la brigade de défouinage est patronnée par un ou plusieurs des Princes-Démons.
Howard Alan Treesong le célèbre criminel tente vers la fin de sa carrière de prendre le contrôle de la direction de la CCPI, ce qui conduirait de nombreux mondes au chaos le plus complet. Il arrive à s'emparer par le meurtre ou la manipulation d'environ un quart de la direction avant d'être démasqué et stoppé dans ses ambitions.
Kirth Gersen, le héros de La Geste des Princes-Démons est membre de la CCPI et a effectué pour eux plusieurs missions dans l'Au-delà, notamment dans le but d'accéder en remerciement de ses services des informations sur les Princes-Démons qu'il veut tuer.
À une autre époque plus avancée, Glawen Clattuc, héros des Chroniques de Cadwal et membre du bureau B sur Cadwal, est aussi un agent affilié à la CCPI et mène plusieurs enquêtes hors-planète en se basant sur l'appui physique et judiciaire que lui confère cette appartenance.